# Jiřice (district de Pelhřimov)
Pour les articles homonymes, voir Jiřice.
Jiřice (en allemand : Jirschitz) est une commune du district de Pelhřimov, dans la région de Vysočina, en République tchèque. Sa population s'élevait à 935 habitants en 2020.

## Géographie
Jiřice se trouve à 3,2 km à l'ouest-nord-ouest de Humpolec, à 15 km au nord-nord-est de Pelhřimov, à 26,3 km au nord-ouest de Jihlava à 88 km au sud-est de Prague.
La commune est limitée par Kaliště au nord, par Horní Rápotice à l'est, par Humpolec à l'est, au sud et à l'ouest, et par Koberovice au nord- ouest.

## Histoire
La première mention écrite de la localité date de 1226.

## Administration
La commune se compose de trois quartiers :
- Jiřice
- Močidla
- Speřice

## Transports
Par la route, Jiřice se trouve à 4,3 km de Humpolec, à 20 km de Pelhřimov, à 31 km de Jihlava à 98 km de Prague. La commune est traversée par l'autoroute D1, mais l'accès le plus proche se trouve à Humpolec (sortie no 90).

## Personnalités
- Otto Schöniger (1889-1958), cavalier de dressage tchécoslovaque ayant participé trois fois aux Jeux Olympiques, est né à Jiřice.